# Heidrunea
Heidrunea là một chi nhện trong họ Trechaleidae.